# Oblast Tjumen
Koordinaten: 57° 39′ N, 69° 0′ O
Die Oblast Tjumen (russisch Тюменская область/ Tjumenskaja oblast) ist eine Oblast in Russland. Zur Oblast Tjumen gehören administrativ ebenfalls die Autonomen Kreise der Chanten und Mansen/Jugra und der Jamal-Nenzen, die aber selbständige Föderationssubjekte bilden. Der Asteroid (2120) Tyumenia wurde nach der Oblast benannt.

## Geographie
Die Oblast im engeren Sinne liegt im Süden des Westsibirischen Tieflandes und grenzt im Norden an den Autonomen Bezirk der Chanten und Mansen, im Osten an die Oblast Tomsk und die Oblast Omsk, im Südosten an Kasachstan und im Westen an die Oblast Kurgan und die Oblast Swerdlowsk. Die wichtigsten Flüsse sind der Irtysch und seine Nebenflüsse Tobol und Ischim.
Die Oblast hat ohne die Autonomen Kreise der Chanten und Mansen sowie der Jamal-Nenzen eine Fläche von 159.870 km² und über 1,3 Millionen Einwohner, mit den Autonomen Kreisen knapp 3,4 Millionen Einwohner auf 1.378.319 km².

## Geschichte
Die Geschichte der russischen Besiedlung begann Ende des 16. Jahrhunderts. Die Stadt Tobolsk war eine Zeit lang sogar Hauptstadt Sibiriens. Die Oblast Tjumen der Russischen SFSR wurde am 14. August 1944 aus bisher zu den Oblasten Omsk und Kurgan gehörigen Gebietsteilen gebildet.

## Bevölkerung
Bei den letzten russischen Volkszählungen in den Jahren 2002 und 2010 gab es eine Bevölkerungszahl von 1.325.018 respektive 1.340.608 Bewohnern. Somit stieg die Einwohnerzahl in diesen acht Jahren um 15.590 Personen (+1,18 %). In Städten wohnten 2010 808.984 Menschen. Dies entspricht 60,34 % der Bevölkerung (in Russland 73 %). Die Verteilung der verschiedenen Volksgruppen sah folgendermaßen aus:
| Nationalität    | VZ 1989   | Prozent | VZ 2002   | Prozent | VZ 2010   | Prozent |
| --------------- | --------- | ------- | --------- | ------- | --------- | ------- |
| Russen          | 1.105.149 | 83,70   | 1.091.571 | 82,38   | 1.066 066 | 79,52   |
| Tataren         | 103.303   | 7,82    | 106.954   | 8,07    | 102.587   | 7,65    |
| Ukrainer        | 26.864    | 2,03    | 22.054    | 1,66    | 16.988    | 1,27    |
| Kasachen        | 11.170    | 0,85    | 12.977    | 0,98    | 13.232    | 0,99    |
| Deutsche        | 17.452    | 1,32    | 16.320    | 1,23    | 12.048    | 0,90    |
| Tschuwaschen    | 13.579    | 1,03    | 11.214    | 0,85    | 8.623     | 0,64    |
| Aserbaidschaner | 3.191     | 0,24    | 8.918     | 0,67    | 8.282     | 0,62    |
| Armenier        | 1.412     | 0,11    | 6.777     | 0,51    | 7.594     | 0,57    |
| Weißrussen      | 8.673     | 0,66    | 6.489     | 0,49    | 4.465     | 0,33    |
| Tadschiken      | 425       | 0,03    | 1.734     | 0,13    | 3053      | 0,23    |
| Usbeken         | 1.054     | 0,08    | 1.569     | 0,12    | 2.998     | 0,22    |
| Baschkiren      | 3.078     | 0,23    | 2.836     | 0,21    | 2.680     | 0,20    |
| Einwohner       | 1.320.417 | 100,00  | 1.325.018 | 100,00  | 1.340.608 | 100,00  |

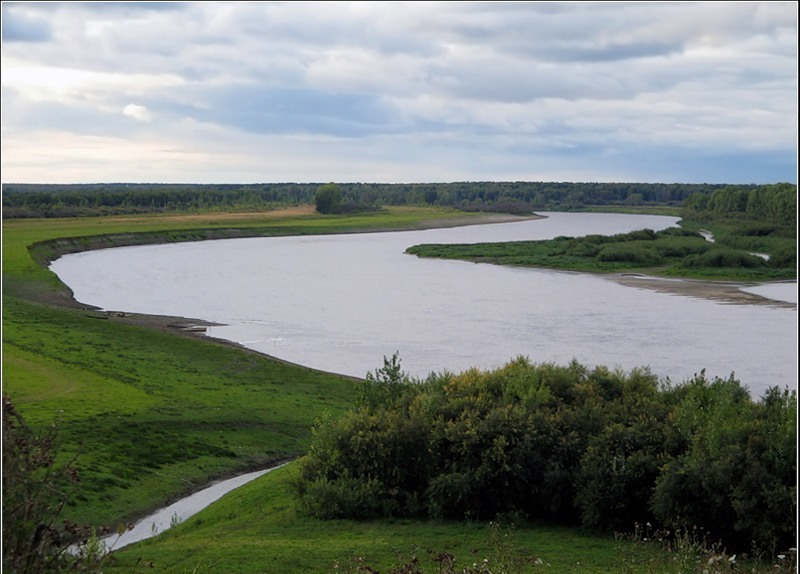
Der Fluss Tura im Rajon Tjumen

Anmerkung: die Anteile beziehen sich auf Gesamtzahl der Einwohner ohne die Bevölkerung der Autonomen Kreise der Chanten und Mansen sowie Jamal-Nenzen. Also mitsamt dem Personenkreis, der keine Angaben zu seiner ethnischen Zugehörigkeit gemacht hat (2002 10.699 resp. 2010 68.148 Personen)
Die Bevölkerung des Gebiets besteht zu etwa 80 % aus Russen. Die Tataren sind die bedeutendste ethnische Minderheit in der Oblast Tjumen. Die Zahl der Ukrainer, Russlanddeutschen (1959: 21.158 Personen (2,34 %); 1979: 17.791 Person (1,54 %) ), Tschuwaschen, Weißrussen und Baschkiren sinkt stark. Aus dem Nordkaukasus, Transkaukasus und Zentralasien dagegen sind seit dem Ende der Sowjetunion Tausende Menschen zugewandert. Nebst den oben aufgeführten Nationalitäten auch viele Kirgisen (1989: 560; 2010: 1825 Personen) und Inguschen (1989: 976; 2010: 1673).
Die Völker der Autonomen Kreise sind in der eigentlichen Oblast Tjumen nur gering vertreten. Die Volkszählungen ergaben: Chanten (1989: 1232; 2010: 720), Mansen (1989: 490; 2010: 471) und Nenzen (1989: 558; 2010: 411).

## Wirtschaft
Wichtigste Industriezweige sind die petrochemische Industrie, die Holzverarbeitung und der Maschinenbau. Aufgrund des Reichtums am Erdöl und Erdgas zählt das Gebiet zu den reichsten Russlands. Bei Einbeziehung der Autonomen Kreise der Chanten und Mansen/Jugra sowie der Jamal-Nenzen besitzt die Oblast Tjumen das höchste regionale BIP pro Kopf der Bevölkerung aller Gebiete Russland. Aufgeschlüsselt nach Föderationssubjekten liegt die eigentliche Oblast Tjumen zwar nach diesem Parameter auch im Vorderfeld, wird aber von den beiden Autonomen Kreisen, insbesondere dem der Chanten und Mansen, um das Mehrfache übertroffen.

## Partnerschaft
Seit 1992 ist das Land Niedersachsen Partnerregion der Oblast Tjumen.

## Verwaltungsgliederung und größte Ortschaften
Die Oblast Tjumen gliedert sich in 22 Rajons und fünf Stadtkreise. Die Stadtkreise werden von den fünf Städten der Oblast gebildet; neben dem Verwaltungszentrum Tjumen sind Tobolsk und Ischim die bedeutendsten.
| Name         | Russisch     | Stadtkreis/Rajon | Einwohner (14. Oktober 2010) | Wappen | Lage                 |
| ------------ | ------------ | ---------------- | ---------------------------- | ------ | -------------------- |
| Ischim       | Ишим         | Stadtkreis       | 65.243                       |        | 56° 7′ N, 69° 30′ O  |
| Jalutorowsk  | Ялуторовск   | Stadtkreis       | 36.493                       |        | 56° 39′ N, 66° 18′ O |
| Sawodoukowsk | Заводоуковск | Stadtkreis       | 25.647                       |        | 56° 30′ N, 66° 33′ O |
| Tjumen       | Тюмень       | Stadtkreis       | 581.907                      |        | 57° 9′ N, 65° 32′ O  |
| Tobolsk      | Тобольск     | Stadtkreis       | 99.694                       |        | 58° 12′ N, 68° 15′ O |

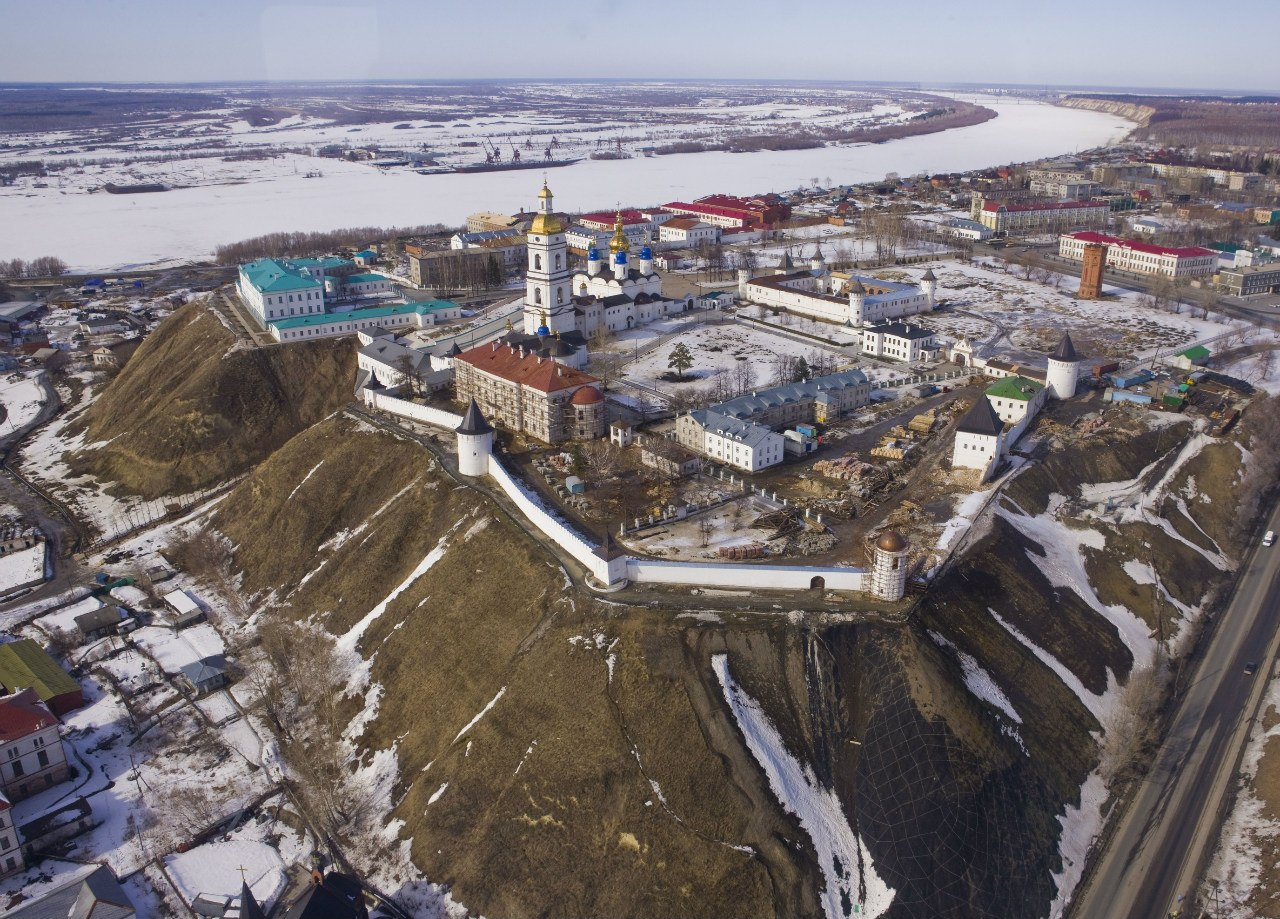
Luftansicht des Tobolsker Kremls

Die zuvor bestehenden fünf Siedlungen städtischen Typs wurden 2009 in ländliche Siedlungen umgewandelt. Vier von ihnen hatten zu diesem Zeitpunkt (Stand 1. Januar 2009) über 10.000 Einwohner: die im Ballungsraum Tjumen liegenden Borowski (16.446), Winsili (12.739) und Bogandinski (10.374); außerdem Golyschmanowo (14.582).